# Municipio de Río Blanco
El municipio de Río Blanco es un municipio del estado mexicano de Veracruz, ubicado en la región de las montañas; a 1300 metros sobre el nivel del mar. Sus coordenadas son 18° 51" latitud norte y 97 09° longitud oeste. Su cabecera es la localidad de Río Blanco. Cuenta con una superficie territorial de 15.2 km²  y una densidad poblacional en 2010 de 2,669.8 hab/km². La cabecera municipal está conurbada con Orizaba y Nogales, formando un corredor densamente poblado.
Colinda al norte con Ixhuatlancillo, al este con Orizaba, al sur con Huiloapan de Cuauhtémoc y al oeste con Nogales.
Su importancia histórica gravita en torno al movimiento obrero de 1906-1907, que culminó en una huelga de los trabajadores de la fábrica textil, que exigían mejores condiciones de trabajo. Por instrucciones del Presidente Porfirio Díaz, el general Rosalino Martínez sofocó sangrientamente el movimiento con saldo de cientos de muertos, acontecimientos conocidos como la Huelga de Río Blanco  y que son considerados como uno de los antecedentes de la Revolución mexicana.

## Medio físico
El clima es templado húmedo-regular, con abundantes lluvias en verano (67%), y una precipitación media anual de 2,219 mm.
La temperatura media es de 18.3 °C, la máxima extrema es de 35°, la mínima anual es de 8 °C, presenta heladas en noviembre y febrero entre 1 y 8 días y más de 9 días en diciembre y enero.
Los vientos dominantes son del sudeste y este que acompañan a las lluvias con una velocidad media de 1,5 m/s.
El área del municipio presenta dos formas características de relieve, la primera que se conforma por las zonas accidentadas en la que se encuentra el cerro del Borrego y el de Santa Catarina, con pendientes superiores al 30 %. La segunda es la zona semi-plana creada por el río Blanco con pendientes del 5 y el 15 % donde se encuentra asentada la ciudad.
El municipio está enclavado entre las cordilleras de la Sierra Madre del Sur, la Sierra Madre Oriental, y la Cordillera Neovolcánica, sobre una formación de roca ígnea de tipo extrusivo, andesitas y basaltos, que data de principios del mioceno sin presentar fallas ni fisuras importantes. El suelo tiene una capacidad de carga poco uniforme, que va de 6 a 12 ton/m². Está limitada una parte por cerros y el otro por el Río Blanco. Las características geológicas son parte importante en la imagen del municipio, y son aptas para algunos deportes como la espeleología. Los suelos de los cerros son orgánicos, los suelos que rodean a los ríos son granulares sueltos.
El municipio es atravesado por los ríos Blanco y de La Carbonera; se encuentra localizado en la cuenca del río Blanco, que abarca desde la zona montañosa denominada Cumbres de Acultzingo hasta la región de Córdoba al oriente. El río Blanco recorre aproximadamente 320 km.
Los ecosistemas que coexisten en el municipio son el de bosque siempre verde, donde se desarrolla una fauna compuesta por poblaciones de conejos, armadillos, ardillas, tuzas, aves y reptiles. Su suelo es tipo rendzina. Su riqueza está representada por minerales como las calizas aluvión.

## Población

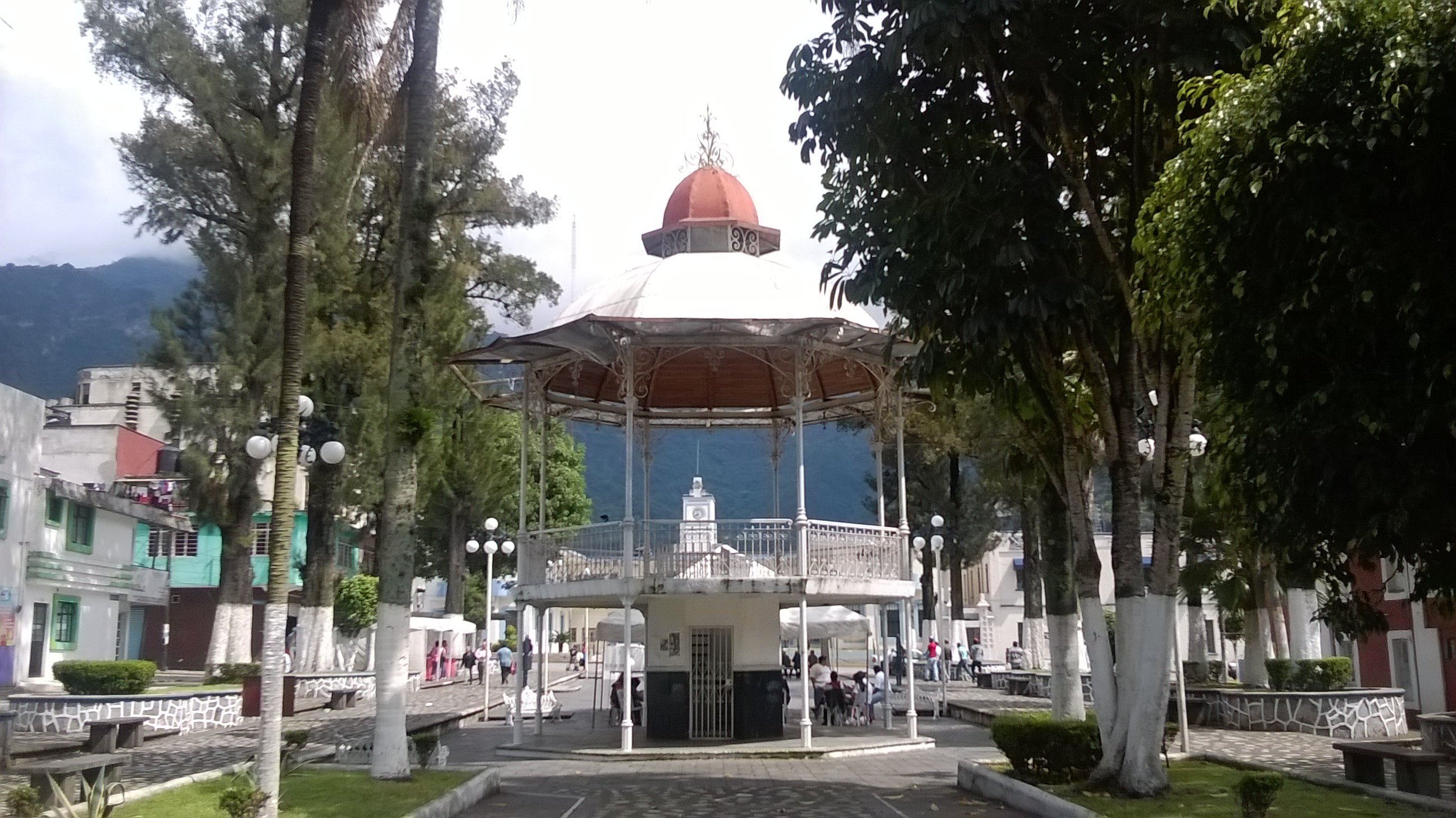
Kiosco y parque municipal

De acuerdo a los resultados del censo de población y vivienda de 2015, la población en el municipio es de 41,932 habitantes, 19,654 hombres y 22,277 mujeres.
Tiene una población total de mayor de 5 años de 33,723 que se encuentra dividida entre las siguientes religiones: católica 30,048, evangélica 2,664, otras 427 y ninguna 494.
Existen en el municipio 471 hablantes de lengua indígena, hombres 223 y 248 mujeres, que representa el 1.25% de la población municipal. La principal lengua indígena es el náhuatl,
Acorde a los resultados del censo de 2015, se encontraron edificadas en el municipio 12,332 viviendas, con un promedio de ocupantes por vivienda de 3.94, la mayoría son propias y de tipo fija, los materiales utilizados principalmente para su construcción son el cemento, el tabique, el ladrillo, la madera, la lámina. Así como también se utilizan materiales propios de la región como la teja.
Las comunidades más importantes, atendiendo a su población son: Río Blanco, la cabecera municipal, con 40,611; Rancho Viejo con 38 habitantes y Atitla con 20 habitantes.

## Política
El municipio es administrado por un ayuntamiento, que está conformado por un presidente municipal, un síndico Único y seis Regidores.
Para efectos administrativos existen, además de la cabecera municipal, dos Congregaciones: Vicente Guerrero y Tenango, que cuentan cada una con un agente municipal.

## Toponimia
En la época prehispánica existía ya la comunidad de Tenango, con población de lengua náhuatl, tributaria de los aztecas, el vocablo Tenango suele ser traducido como “entre las montañas”.

## Historia

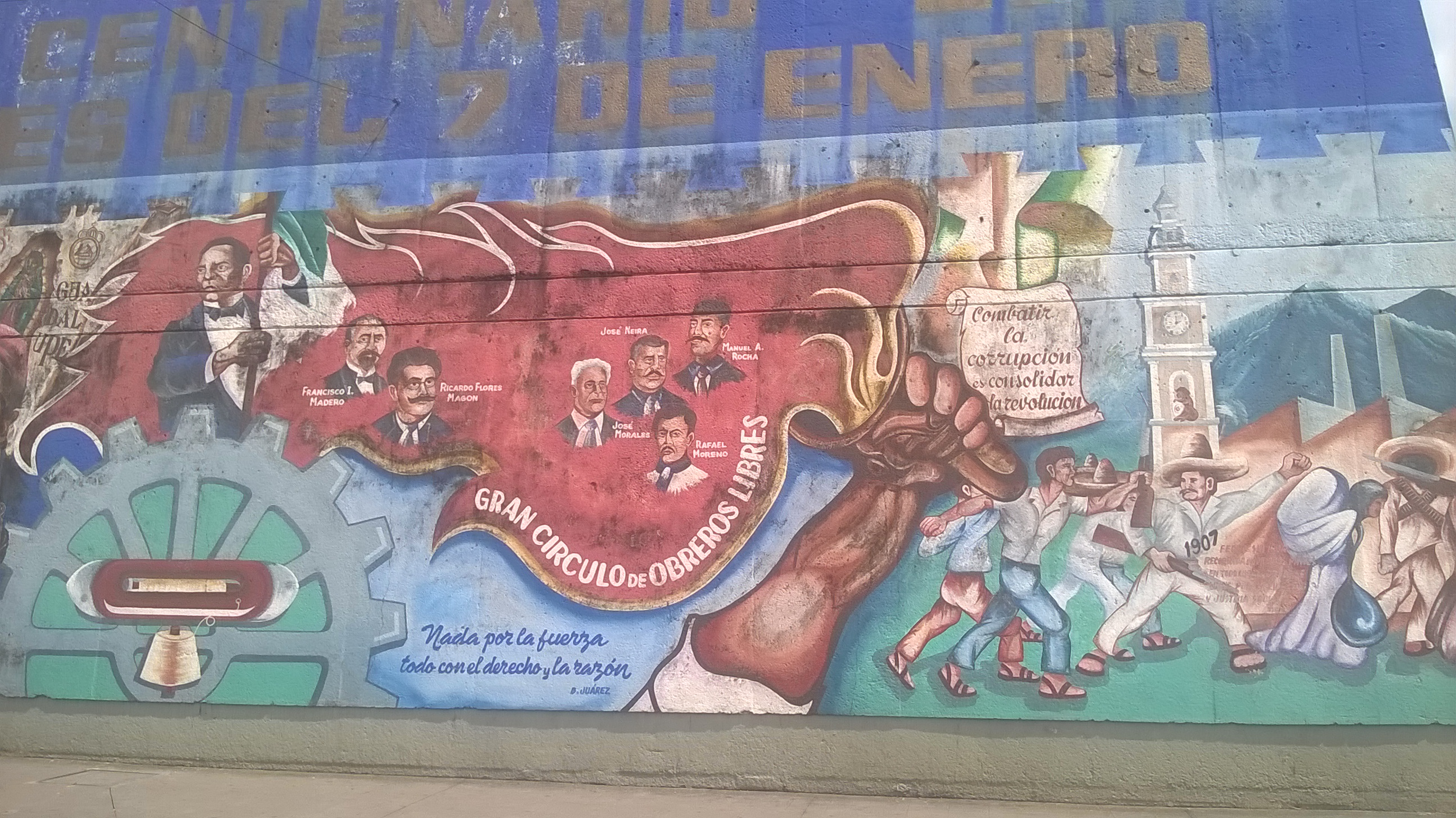
Mural de la historia de Río Blanco

Posiblemente, los primeros pobladores de la zona fueron tlaxcaltecas, quienes huyendo de las guerras y buscando tierras mejores para establecerse se asentaron, en su marcha al oriente, alrededor de numerosos manantiales de la región, creando pequeñas comunidades en la ruta hacia la Malinche y el Citlaltépetl, como Tollancinco, (Tulancingo), Quacuhchinanco, (Huauchinango), Quauhquechollan, (Quecholac), Xalchimulco, (Chalchicomula), Tenanco, (Tenango), Ahualizapan, (Orizaba), y Tequila e Ixhuatlan, prueba de ello son los “tételes” que se encontraron en algunas partes del Municipio.
Durante el Virreinato la comunidad de San Santiago Tenango pertenecía a una demarcación con cabecera en San Juan Bautista Nogales, jurisdicción de San Miguel Orizaba.
El 5 de junio de 1826, por decreto de la Legislatura, los pueblos de Tenango, Huiloapan y Nogales se reúnen en un solo municipio.
El 24 de noviembre de 1859, por instrucciones de la Presidencia de la República, Huiloapan, Nogales y Tenango constituyen municipalidades separadas.(3) El municipio de Tenango queda así conformado por el pueblo de Tenango y la ranchería de El Carrizal, extendiéndose desde el puente del ingenio hasta la garita de la Angostura.
La Compañía Industrial de Orizaba S.A. (CIDOSA), fue constituida el 28 de junio de 1889 con capital en su mayor parte de propiedad francesa de inmigrantes del valle alpino de Barcelonnette con el propósito de establecer una moderna fábrica de tejidos de algodón, para lo cual se seleccionaron los terrenos ubicados en el Valle de Orizaba en un asentamiento modesto en la garita de Santa Catarina, cercano a las lomas de Tenango, a seis kilómetros al oeste de Orizaba, y que tenía como linderos al oriente a esta ciudad, por el poniente a la Villa de San Juan Bautista de los Nogales (hoy conocido como Municipio de Nogales), por el sur el río Blanco (del cual toma el nombre el actual Municipio), y por el norte el cerro de Santa Catarina.
La empresa textil y la nueva población se fundaron en terrenos del lugar, junto a la vía del ferrocarril y cerca del río para aprovechar las aguas del mismo, que por medio de un gran canal le diera movimiento hidráulico para movilizar toda esa enorme maquinaria utilizada en la producción.
El domingo 9 de octubre de 1892 fue inaugurada por el General Porfirio Díaz, Presidente de la República, la fábrica textil más grande y moderna de Latinoamérica empleando 1,700 trabajadores y fundada por un grupo de empresarios franceses.
La instalación de la factoría detona el crecimiento demográfico especialmente debido a la inmigración de miles de trabajadores, pues de 500 habitantes que tenía la localidad en 1892, se alcanza en 1895 la cifra de 4000 pobladores. En 1960 el municipio contaba ya con 21, 784 habitantes.
El 8 de junio de 1899, por decreto presidencial, la cabecera municipal es trasladada al pueblo de Río Blanco, recibiendo el municipio el nombre de Tenango de Río Blanco.

### Huelga de Río Blanco

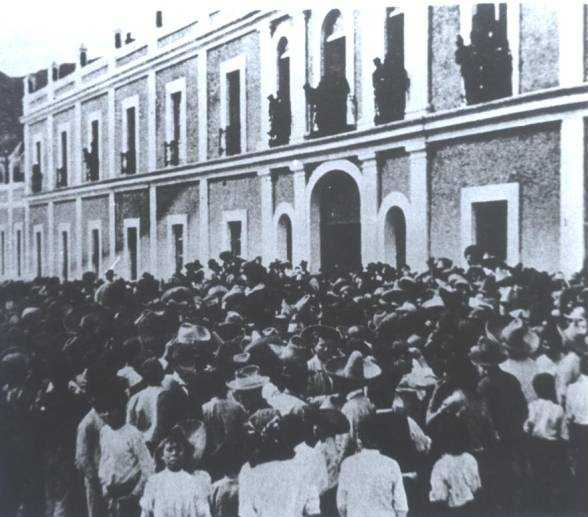
Huelga Río Blanco 1907

En 1905 se fundó la Sociedad Mutualista de Ahorros que logró numerosos adeptos y el 1° de junio de 1906 se constituyó en el Gran Círculo de Obreros Libres promovido por José Neira Gómez y Juan Olivar, delegados del Partido Liberal Mexicano. En las cláusulas secretas de la constitución de dicho Círculo se estipulaba que se mantendrían relaciones secretas con la Junta Revolucionaria residente en Saint Louis, Misuri y de la cual Ricardo Flores Magón era presidente.
En diciembre de 1906, obreros textiles de Tlaxcala y Puebla se declaran en huelga para exigir mejores condiciones laborales. Para frenar la creciente organización del movimiento obrero en la región, los industriales realizaron un paro patronal (lock-out) el 24 de diciembre en toda la zona industrial. Los obreros solicitan la intervención de Porfirio Díaz, quién favorece a los empresarios y ordena la reanudación de labores en las fábricas el 7 de enero de 1907, no sólo sin satisfacer las demandas de los trabajadores sino que atentaban contra la libertad de asociación y prensa de toda la vida social.
Los obreros de Río Blanco no aceptaron la resolución del presidente.
El día 7 de enero en Río Blanco cerca de dos mil operarios agrupados en el Círculo de Obreros Libres se amotinaron frente a la fábrica, le lanzaron piedras e intentaron quemarla pero la policía montada lo impidió, entonces saquearon y quemaron la tienda de raya propiedad de Víctor Garcín, que además era el dueño de otros dos almacenes en Nogales y Santa Rosa (hoy Ciudad Mendoza). Después los obreros se dirigieron a la cárcel y liberaron a los presos.
Soldados del 13.º Batallón dispararon contra la multitud que huyó a Nogales y a Santa Rosa (hoy Ciudad Mendoza), donde también saquearon la tienda de raya, paralizaron el servicio de tranvías, cortaron los cables de energía eléctrica y saquearon las casas de particulares acaudalados. De regreso a Río Blanco los amotinados fueron interceptados por más fuerzas federales que dispararon contra hombres, mujeres y niños. No existe un registro exacto, pero se estima que entre 400 y 800 obreros fueron asesinados, durante dos noches algunos testigos vieron plataformas de ferrocarril con docenas de cuerpos amontonados que de los 7.083 operarios de esa zona, la diferencia es de 1.571 de los cuales unos habían sido muertos, heridos o desplazados. Cerca de 223 operarios varones y 12 mujeres más fueron encarceladas. Los sucesos de Río Blanco se han conocido en la historia oficial, como la Huelga de Río Blanco, sin embargo en esa localidad la patronal fue quien había cerrado la fábrica y no los trabajadores, los obreros que sí habían declarado la huelga pertenecían a las fábricas de Tlaxcala y Puebla. La rebelión que tuvo lugar en Río Blanco respondía a la inconformidad con el decreto de Porfirio Díaz y el paro patronal que afectó a todos los obreros textiles de la zona.
Una vez restablecido el orden por las fuerzas militares, el gobierno de Porfirio Díaz ofreció un gran banquete a los empresarios extranjeros propietarios de las fábricas en compensación por la rebelión obrera.

El 15 de septiembre de 1910, por decreto de la Legislatura del Estado, el pueblo de Río Blanco es elevado a la categoría de Villa.
El 6 de diciembre de 1967, Río Blanco es elevado a la categoría de ciudad.

## Economía

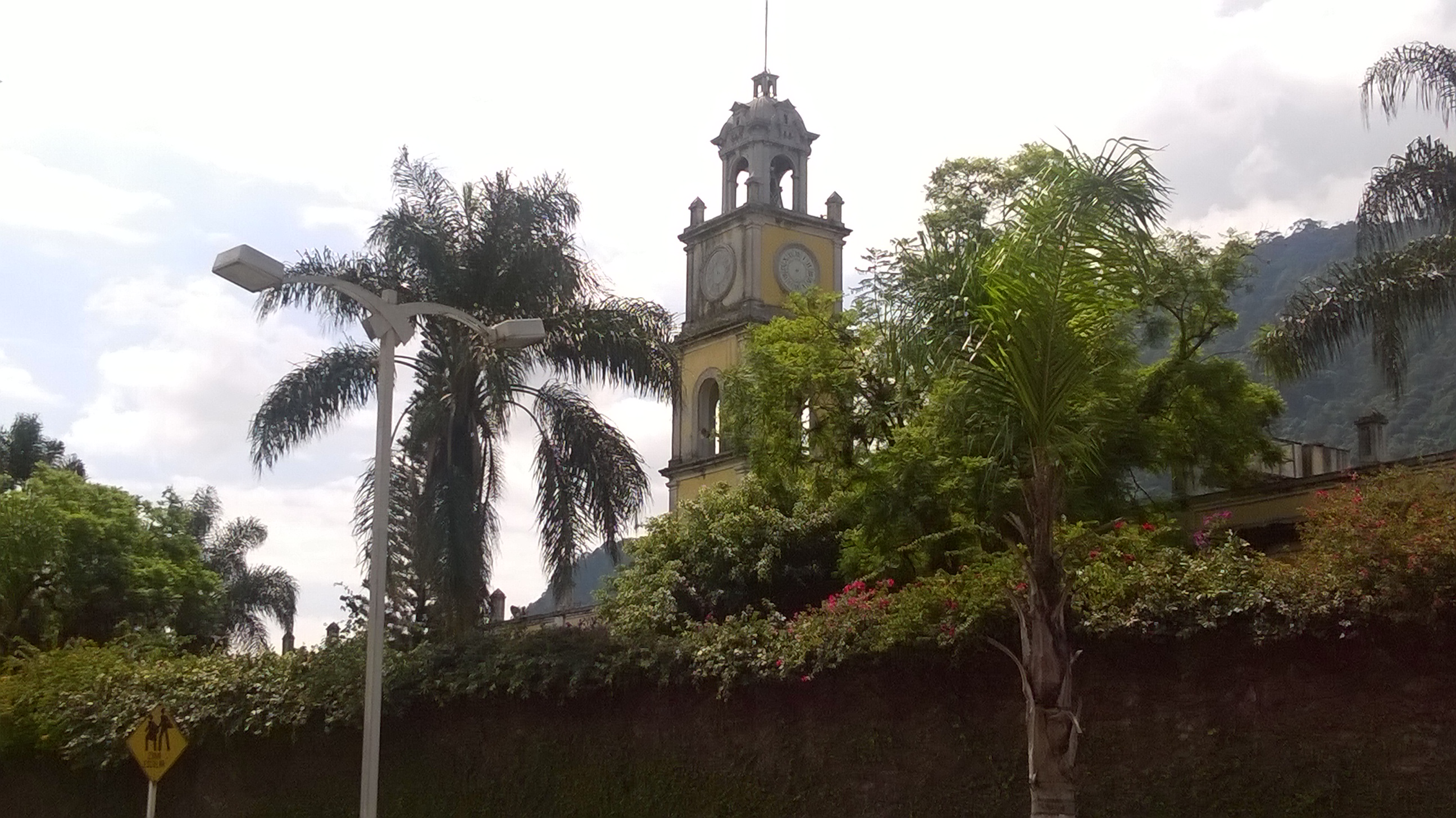
Exfábrica textil de Río Blanco

Se cultiva maíz, sandía, caña de azúcar, café. Se explotan moderadamente los recursos forestales. Hay ganado bovino, porcino, caprino, equino y avícola.
- Existen tabiqueras y maquiladoras.

- La antigua fábrica textil está casi en desuso; en 2020 se convirtió en sede de CIIIDAER A.C. (Centro de Imaginación-Inteligencia-Investigación y Desarrollo para el Aprovechamiento de las Energías Renovables).

- El comercio cuenta con alrededor de 570 establecimientos.

## Religión
La principal religión es la Católica y existen otras confesiones cristianas en la Región. Administrativamente, las iglesias católicas pertenecen al Decanato Fabril de la diócesis de Orizaba.

## Infraestructura y servicios

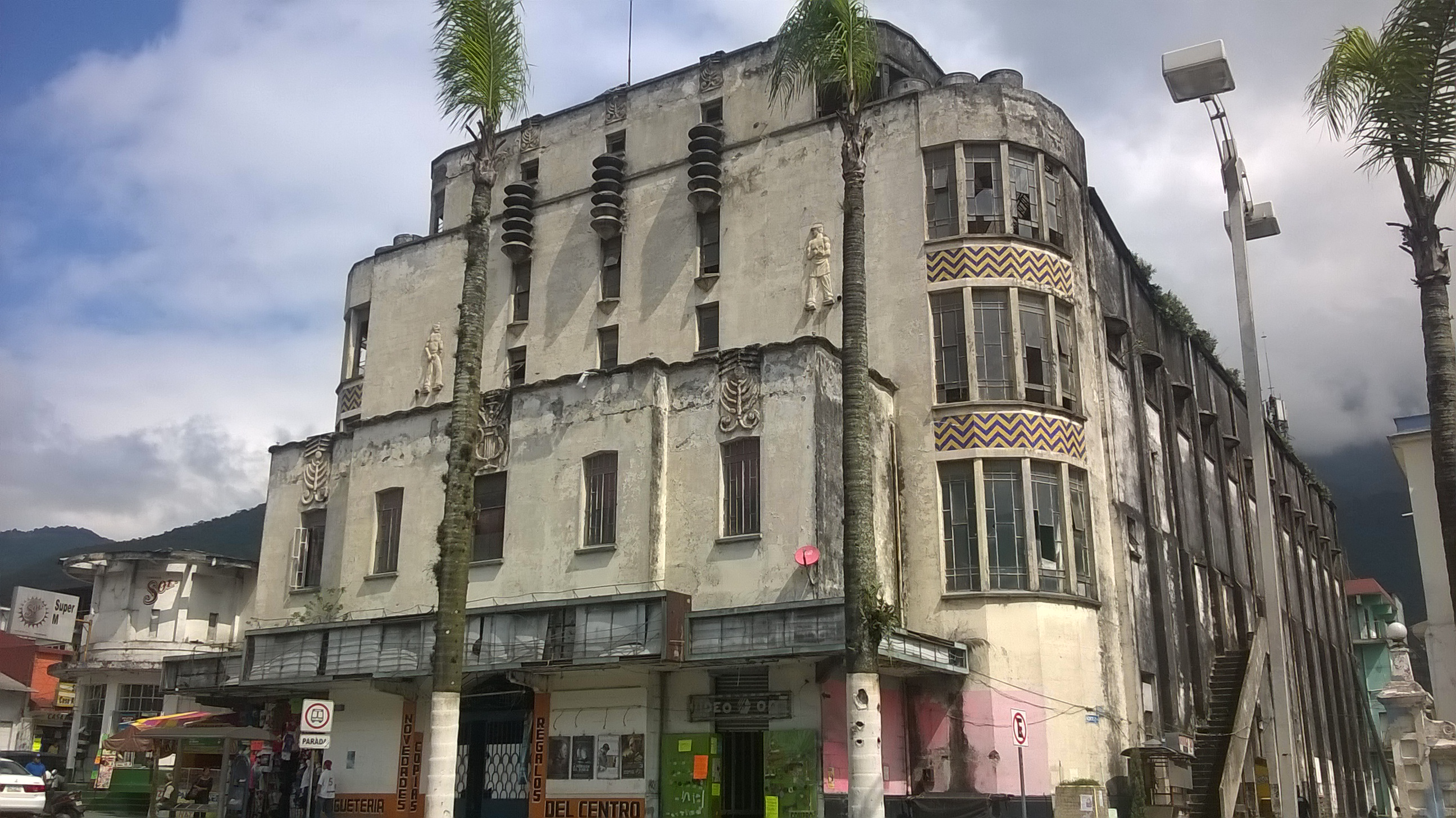
Ruinas del cine Río Blanco

La educación básica es impartida por 17 planteles de preescolar, 21 de primaria, 6 de secundaria, así como un centro de enseñanza técnica y profesional medio. Facultad de Odontología.
Hay tres unidades de la Secretaría de Salud y una del IMSS.
El municipio satisface sus necesidades de abasto mediante 2 mercados públicos, 3 tiendas DICONSA, 4 tianguis y 1 rastro.
El territorio cuenta con 5,9 km de carretera (la carretera 150, que va de México a Córdoba), llegan publicaciones periódicas (diarios y revistas), cuenta con servicio telefónico, acceso a las señales de radio AM y FM, televisión e Internet.
Eco Parque Santa Catarina de Río Blanco
es uno de los sitios de escalada en roca más importantes del estado de Veracruz con más de 30 rutas de todos los grados de dificultad.

## Ciudades hermanas
- Sonora Cananea (1980)[10][11]